# Parika
Parika ist eine Hafengemeinde an der Mündung des Essequibos in der Provinz Essequibo Islands-West Demerara im nördlichen Teil Guyanas. Die Gemeinde ist bekannt für ihre Fähren, die vom Verkehrsministerium betrieben werden und von und nach den Essequibo-Inseln und West Demerara führen. In Parika gibt es für die Region vergleichsweise viele Banken. Der Ort ist zudem Ausgangspunkt für viele Busverbindungen ins Umland.
In Parika lebten laut Zensus von 2002 insgesamt 4106 Personen, was eine Steigerung von 41 % gegenüber der Bevölkerung von 1991 bedeutet.